# Cardiodactylus aobaensis
Cardiodactylus aobaensis är en insektsart som beskrevs av Robillard 2009. Cardiodactylus aobaensis ingår i släktet Cardiodactylus och familjen syrsor. Inga underarter finns listade i Catalogue of Life.